# Erkan Özden
Erkan Özden (født 9. januar 1978 i Hvidovre) er en dansk journalist, som har været ansat på DR siden 2003. Han har en kandidatgrad i dansk og journalistik fra Roskilde Universitet
Erkan Özden har været vært på DR2 Udland og nyhedsoplæser for TV Avisen, hvor han tillige har været redaktionssekretær. Igennem sit arbejde på TV Avisens udlandsredaktion, har han været udsendt til katastrofe- og konfliktzoner i flere omgange. Han har blandt andet dækket tsunamien i Thailand og jordskælv i Pakistan. Han har også rejst til Israel, de palæstinensiske områder, Irak og Afghanistan. I sommeren 2011 blev han DR's korrespondent i den amerikanske hovedstad Washington.
Han vendte tilbage til Danmark i februar 2014 for at blive fast vært på TV Avisen klokken 18.30.
Han har desuden skrevet en e-bog om falske nyheder.